# زرین خانی (قزوین)
زرین‌آباد یا زرین خانی روستایی در دهستان کوهگیر بخش طارم سفلی شهرستان قزوین استان قزوین ایران است.

## جمعیت
بر پایه سرشماری عمومی نفوس و مسکن در سال ۱۳۹۵ جمعیت این روستا ۱۴۱ نفر (۴۴خانوار) بوده‌است.